# スリヤートアマリン

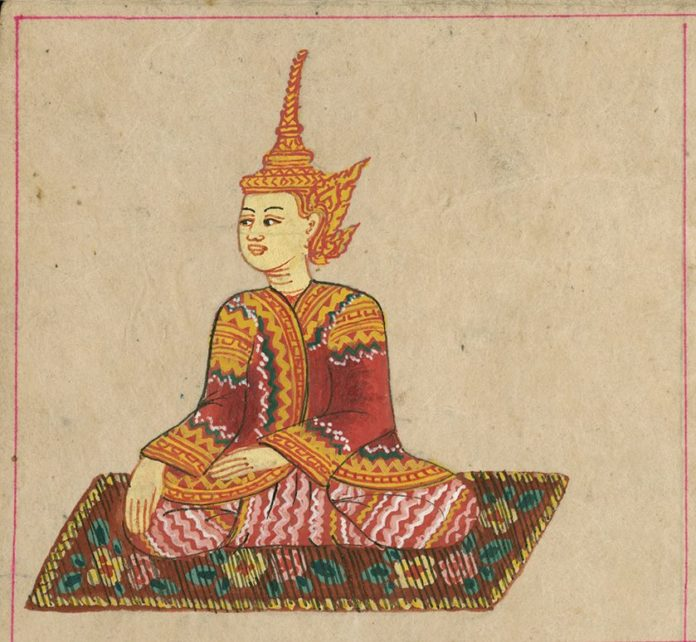
スリヤートアマリン

スリヤートアマリン王（タイ語: สมเด็จพระที่นั่งสุริยาศน์อมรินทร์、? - 1767年4月17日）はタイのアユタヤ王朝の王の一人で、アユタヤ王朝最後の王。皮膚病を病んでいて、あたかもハンセン病に罹っているように見えたのでライ王とあだ名された。またエーカタット王の呼び名があり、こちらが一番よく使われる。称号はボーロマラーチャー3世。
ビルマ軍が攻めてきたときに、大砲で耳の鼓膜が破れるのを恐れてプラヤー・ターク（後のタークシン王）に王の許可を得てから大砲を撃つように命じたが、プラヤー・タークが聞き入れなかったので、プラヤー・タークを謹慎処分にしたというのはアユタヤ王朝の失墜を象徴する事件として有名である。この王の時代にビルマ軍が遂にアユタヤーを陥落させ、約400年あまり続いた王朝に終止符が打たれた。アユタヤが陥落すると、スリヤートアマリン王は、バーンパイン（アユタヤ県）あたりまで単独で逃亡した。ビルマ軍の追っ手に捕まえられたときには10日間断食し無言で抵抗したが、遂に力つきたという。